# Diego Arango
Diego Arango (Medellín, Antioquia, Colombia; 2 de julio de 1982) es un exfutbolista colombiano que jugaba de mediocampista. Jugó gran parte de su carrera en Once Caldas, club donde conquisto la Copa Libertadores 2004 y dos títulos locales de primera división.

## Clubes
| Club                 | País     | Año       |
| -------------------- | -------- | --------- |
| Atlético Nacional    | Colombia | 1999      |
| Once Caldas          | Colombia | 2000-2007 |
| Atlético Bucaramanga | Colombia | 2007      |
| Atlético Huila       | Colombia | 2008      |
| Deportes Palmira     | Colombia | 2009      |
| Atlético Huila       | Colombia | 2009      |
| Once Caldas          | Colombia | 2010-2011 |
| Manta F.C.           | Ecuador  | 2012      |
| Cortuluá             | Colombia | 2013      |

## Palmarés

### Campeonatos nacionales
| Título              | Club        | País     | Año  |
| ------------------- | ----------- | -------- | ---- |
| Torneo Apertura     | Once Caldas | Colombia | 2003 |
| Torneo Finalización | Once Caldas | Colombia | 2010 |

### Copas internacionales
| Título            | Club        | País     | Año  |
| ----------------- | ----------- | -------- | ---- |
| Copa Libertadores | Once Caldas | Colombia | 2004 |